# Corynactis annulata
Corynactis annulata är en korallart som först beskrevs av Addison Emery Verrill 1868.  Corynactis annulata ingår i släktet Corynactis och familjen Corallimorphidae. Inga underarter finns listade i Catalogue of Life.

## Bildgalleri

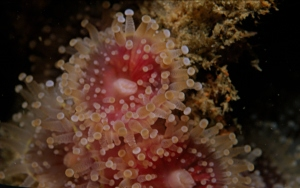